# 泉殿宮
泉殿宮（いづどのぐう）は、大阪府吹田市にある神社。

## 由緒
古来は宇迦之御魂大神のみを祀っていた。貞観11年（869年）に当地が長く旱魃に見舞われた際、折りしも王城の守護神として平安京に迎えられようとしていた建速須佐之男大神の神輿が当宮に滞在していた。里人は建速須佐之男大神を相殿とした上で降雨を祈ったところ、たちどころに驟雨がもたらされ、旱害から救われた…と伝えられる。
またこの時、境内に清水が湧出したという。明治22年（1889年）この清水はミュンヘンにて「ビール醸造に最適」と評価され、大阪麦酒（現在のアサヒビール）が当宮付近に進出した。湧水は昭和30年代に枯渇したが、境内に残る「泉殿霊泉」はその遺構とされる。

### 宮司
藤原南家末流の宮脇家が、当宮の社家として代々宮司を務めている。ただし、天保8年（1837年）に起こった大塩平八郎の乱に際し、当時の宮司・宮脇志摩が大塩平八郎の叔父であったことから乱の首謀者の一人と疑われ、志摩は自害し、男児もことごとく遠島に処せられ、家門は闕所となるなどの憂き目に遭っている。約30年後の明治維新に当たって名誉回復がなされ、宮脇家が再び当宮の宮司となった。

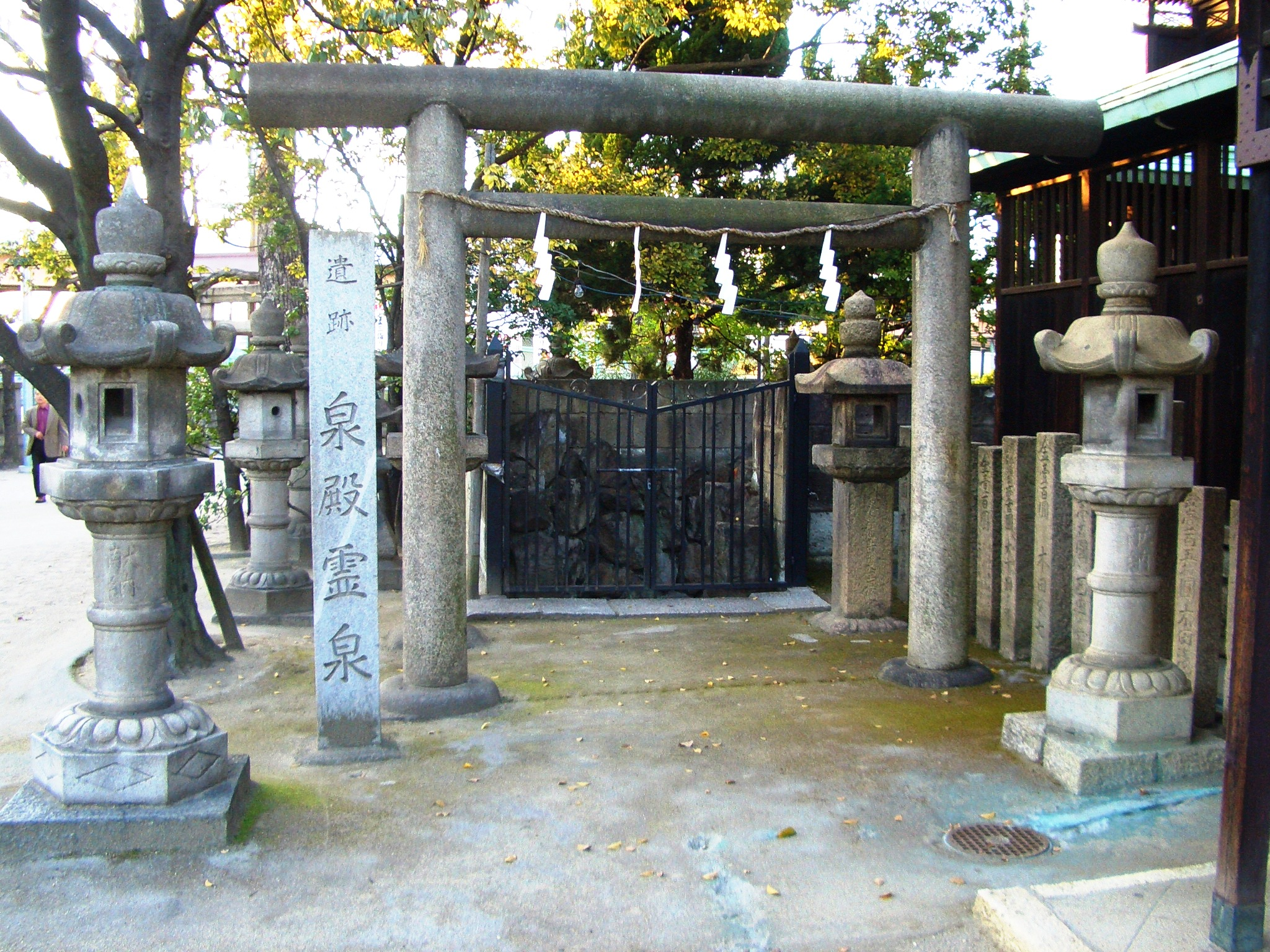
泉殿霊泉

## 文化財
吹田市指定無形民俗文化財
- 泉殿宮神楽獅子

## 祭事
- 歳旦祭（1月1日）
- 十日戎（1月9日 - 11日）
- 祈念祭（稲荷祭、4月3日）
- 例祭（春祭、5月3日）
- 夏越祓（6月30日）
- お水祭（夏祭、8月3日）
- 新嘗祭（秋祭、10月3日）
- 大祓（12月31日）
- 神楽獅子　泉の湧出を喜ぶ神楽。
- 四ヶ竹踊り

## 交通
最寄駅
阪急千里線吹田駅東へ徒歩2分
道路
国道479号（大阪内環状線）と大阪府道14号大阪高槻京都線の交点近く。

## 兼務社
- 春日神社 – 吹田市春日[1][2]
- 千里山神社（せんりやま — ） – 吹田市千里山[1]
- 大ノ木明神社（だいのきみょうじん） – 吹田市内本町[1]
- 大竹稲荷神社（おおたけいなり — ） – 吹田市川岸町[1]